# 柴田勝豐
柴田勝豐（1556年－1583年6月6日）是日本戰國時代至安土桃山時代武將。養父是柴田勝家。妻子是稻葉貞通的女兒。幼名是伊介。通稱伊賀守。

## 生平
弘治2年（1556年）出生，父親是柴田勝家的家臣吉田次兵衛（有說法指是吉田的養子澁川八左衛門）。生母是柴田勝家的姐姐，因此是勝家的外甥，於是成為勝家的養子。天正4年（1576年），築起北之庄城的支城丸岡城，於是成為該城城主，領有4萬5千石（『武家事記』）。
天正9年（1581年），與勝家上洛並参加織田信長在京都舉行的閱兵和巡遊。（京都御馬揃え）
在天正10年（1582年）6月信長死後，守備於清洲會議中勝家獲得的近江長濱城。但是勝家非常厚待同是養子的柴田勝政而冷落自己，與從兄佐久間盛政關係亦很差，在12月被羽柴秀吉家臣大谷吉繼離間，領著長濱城投向羽柴方。

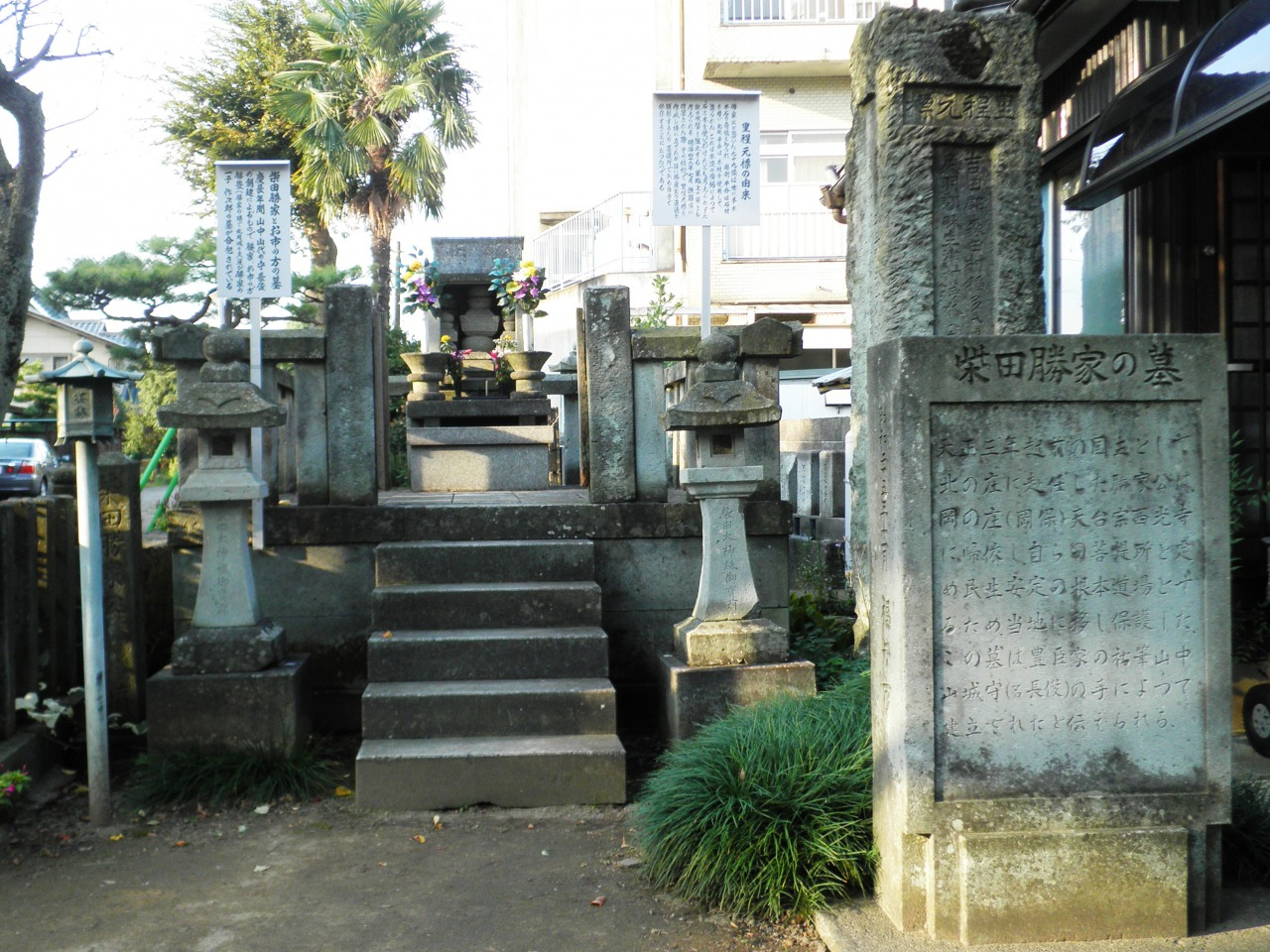
福井縣福井市西光寺的柴田勝家墓。與織田市、勝家的兒子作次郎一同合祀。

但是因為患病，在天正11年（1583年）的賤岳之戰中，由家臣代替参戰。在賤岳之戰即將開始時，就在勝家滅亡的8日前，於京都東福寺病死。享年28歲。